# Giovanna Sestini
Giovanna Sestini (Lastra a Signa, 6 aprile 1749 – Londra, 14 luglio 1814) è stata un soprano italiano che si esibì nella sua nativa Italia, in Portogallo, e dal 1774 a Londra, dove visse per il resto della sua vita.

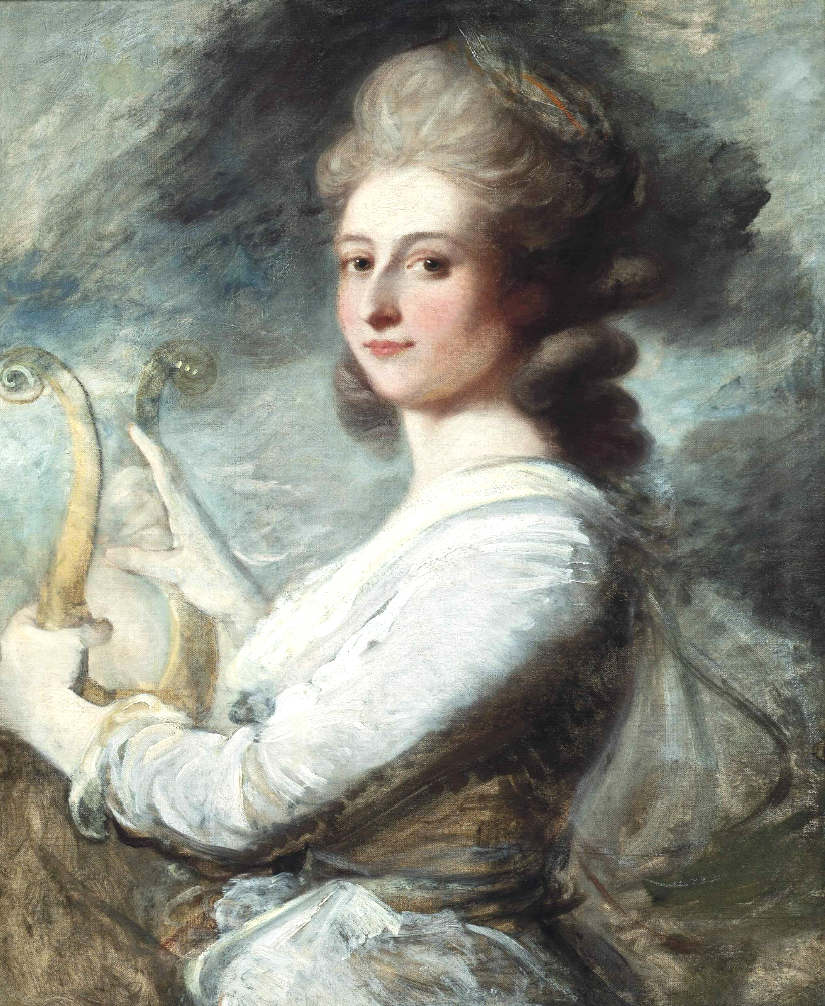
Ritratto di Giovanna Sestini di Ozias Humphry, rappresentata nelle vesti di Tersicore, musa della danza e del coro drammatico.

Per molti anni fu la prima buffa (o primadonna) popolare nell'opera comica al King's Theatre di Haymarket a Londra. Negli ultimi anni, era conosciuta con il suo nome da sposata, Joanna Stocqueler. 

## Biografia
Giovanna Sestini fu battezzata il 7 aprile 1749 nella Pieve di San Martino a Gangalandi nella cittadina di Lastra a Signa, vicino a Firenze. Era la figlia di Pietro (figlio di Silvestro Sestini) e Maria Altomira, figlia del Dottore Eustachio Speramundi Fabbrini. Aveva una sorella Anna (nata nel 1745), anche lei cantante, e un fratello Vincenzo (nato nel 1743) che divenne un famoso costumista teatrale a Londra. Giovanna e Anna cantarono nell'opera buffa in varie città italiane tra il 1763 e il 1767. 
Dopo il devastante terremoto di Lisbona del 1755, i teatri portoghesi reclutarono artisti dall'Italia. Tra questi Giovanna e Anna Sestini che cantarono nell'opera italiana al nuovo Teatro da Rua dos Condes di Lisbona dal 1768 al 1774. Giovanna era meglio pagata perché assumeva ruoli più impegnativi di sua sorella, della quale non si sa più nulla. 
A Lisbona conobbe José Cristiano Stocqueler (1749-1812) che discendeva da un mercante e console originario di Amburgo, Christian Stockler (1688-1772 ca.), che si era sposato bene in Portogallo. La famiglia si trasferì nei circoli di corte e José Cristiano era stato nominato Cavaliere dell'Ordine di Cristo all'età di diciannove anni. La sua famiglia non approvò quando si legò con una bellissima cantante lirica italiana, ma lui e Giovanna Sestini si sposarono e nacquero due figli prima che si trasferissero a Londra. 
Nel 1774 ci furono difficoltà nei teatri di Lisbona e Giovanna Sestini stipulò un contratto per essere prima buffa al King's Theatre di Londra per la successiva stagione. Con marito e figli prese alloggio in Oxendon Street vicino ad Haymarket. Il suo debutto a Londra avvenne nel ruolo de La Cecchina ne La buona figliuola di Niccolò Piccinni e venne immediatamente acclamata anche se era in avanzato stato di gravidanza. Il suo terzo figlio nacque nel 1775 e venne battezzato Joseph Christian Stocqueler in una cerimonia cattolica presso la Cappella dell'Ambasciata portoghese a Mayfair. 
La Sestini cantò ruoli comici in italiano al King's Theatre per molte stagioni fino a quando il teatro fu distrutto da un incendio nel 1789. Si trasferì quindi allo Smock Alley Theatre di Dublino, cantando l'opera in italiano nella stagione 1777-1778, e in inglese in quella 1784-1785. Quando cantò per la prima volta sul palcoscenico, in inglese, al Covent Garden nel 1782, nel ruolo di Lorenza ne Il castello di Andalusia di John O'Keeffe, dovette essere adattata la sua parte per adeguarla al suo scadente inglese. Come al solito ricevette recensioni brillanti sulla stampa, ma dovette ritirarsi di nuovo dopo cinque esibizioni per la nascita del suo ottavo e ultimo figlio. La Sestini ebbe ulteriori impegni al Covent Garden e cantò anche nei programmi estivi al Little Theatre o con Elizabeth Bannister al Theatre Royal Haymarket.
In tutto cantò oltre sessanta ruoli: la sua esibizione più frequente fu quella di Violante in La frascatana di Giovanni Paisiello. La Sestini incrementò le sue entrate cantando in concerti privati - incluso quello del 1775 per la famiglia reale. Si esibì anche alle Oxford Music Rooms, alla Freemasons 'Hall e al Pantheon di Londra, e nel 1792 alla St Cecilia's Hall di Edimburgo. Questo fu il suo ultimo impegno professionale. 
Il marito della Sestini, José Cristiano Stocqueler, divenne l'agente londinese della Royal Wine Company di Oporto. Uno dei loro figli, noto come Maestro Sestini, si esibì al Royal Circus di Charles Dibdin in Blackfriars Road e anche il giovane Sestini cantò a sostegno del Theatre Royal, Haymarket nel 1787. La frase "I am a Merry Andrew, Andrew is my name" ha portato all'erroneo suggerimento che gli Stocquelers avessero un figlio di nome Andrew. Nessuno dei figli di Stocqueler ebbe una carriera teatrale da adulto. Un nipote, Joachim Hayward Stocqueler, fu un giornalista, scrittore, conferenziere e canaglia che usava anche il nome Siddons. 
Joanna Stocqueler morì il 14 luglio 1814, due anni dopo suo marito, nella loro ultima casa a Broad Street Buildings, Bishopsgate, nella città di Londra. Furono entrambi sepolti nel cimitero della vecchia chiesa di St Pancras. Né i resoconti dei giornali sulla sua morte né il suo epitaffio fecero menzione della illustre carriera di cantante di Giovanna Sestini.